# Suriname Basketball Bond
Der Surinamische Basketballverband ist der offizielle Basketballverband in Suriname. Er hat seinen Sitz in Paramaribo.

## Geschichte und Aufgaben
Der Verband wurde 1947 oder 1959 gegründet und ist seit 1961 Mitglied der Fédération Internationale de Basketball (FIBA) und damit auch Mitglied der FIBA Amerika. Präsident des Verbandes ist zur Zeit Conrad Issa. Sein Generalsekretär ist Abigail Biswang.
Der Verband ist für die Organisation, Leitung und Entwicklung des Basketballsports in Suriname verantwortlich. Der Verband vertritt den Basketballsport gegenüber Behörden sowie nationalen und internationalen Sportorganisationen.
Zusätzlich verteidigt der Verband auch die moralischen und materiellen Interessen des Surinamischen Basketballs. Der Verband organisiert die Nationale Meisterschaft und ist für die Surinamische Basketballnationalmannschaft und die Surinamische Basketballnationalmannschaft der Damen verantwortlich.

## Fakten zum Verband
| Kriterium               | Fakten          |
| ----------------------- | --------------- |
| Gründungsjahr           | 1947 oder 1959  |
| Jahr des FIBA-Beitritts | 1961            |
| Kontinental Verband     | FIBA Amerika    |
| Sitz des Verbandes      | Paramaribo      |
| Präsidentin             | Conrad Issa     |
| Generalsekretär         | Abigail Biswang |
| Höchste Liga            |                 |
| Sonstiges               |                 |